# Phyllanthus alpestris
Phyllanthus alpestris är en emblikaväxtart som beskrevs av Lucien Beille. Phyllanthus alpestris ingår i släktet Phyllanthus och familjen emblikaväxter. Inga underarter finns listade i Catalogue of Life.